# Vlag van Finsterwolde

Vlag van Finsterwolde (1961-1990)

Vlagtekening volgens Kl. Sierksma Nederlands vlaggenboek

De vlag van Finsterwolde werd op 17 juli 1961 bij raadsbesluit vastgesteld als de gemeentelijke vlag van de voormalige gemeente Finsterwolde. De vlag is een ontwerp van G.A. Bontekoe. De beschrijving luidt als volgt:
Zeven banen van wit, zwart, wit, rood, wit, zwart en wit met een hoogteverhouding van 1:1:1:2:1:1:1, met aan de broekzijde een gelijkbenige driehoek waarvan de top reikt tot halverwege de lengte van de vlag, blauw van kleur en beladen met een klimmende leeuw.
Het rood in de vlag staat symbool voor het communisme in de gemeente (soms aangeduid met de vooruitgang), het blauw voor de dreiging van het water tot in het hart van de gemeente, zwart voor het agrarisch karakter, de blauwe punt met de gele leeuw is het wapen van Finsterwolde. De witte banen zijn om esthetische redenen toegevoegd.
In 1990 werd de gemeente opgeheven en ging op in Reiderland. Hierdoor kwam de gemeentevlag te vervallen. Sinds 2010 maakt Finsterwolde deel uit van de gemeente Oldambt.

## Verwant symbool

Wapen van Finsterwolde

Adorp 
· Aduard 
· Appingedam 
· Bedum 
· Beerta 
· Bellingwedde 
· Bierum 
· De Marne 
· Delfzijl 
· Eemsmond 
· Eenrum 
· Finsterwolde 
· Grootegast 
· Haren 
· Hefshuizen 
· Hoogezand 
· Hoogezand-Sappemeer 
· Hoogkerk 
· Kloosterburen 
· Leek 
· Leens 
· Loppersum 
· Marum 
· Menterwolde 
· Muntendam 
· Nieuwe Pekela 
· Nieuweschans 
· Oldekerk 
· Oosterbroek 
· Oude Pekela 
· Reiderland 
· Sappemeer 
· Scheemda 
· Slochteren 
· Stedum 
· Ten Boer 
· Termunten 
· Uithuizen 
· Uithuizermeeden 
· Ulrum 
· Vlagtwedde 
· Warffum 
· Wildervank 
· Winschoten 
· Winsum 
· Zuidhorn